# D-グルタミン酸(D-アスパラギン酸)オキシダーゼ
D-グルタミン酸(D-アスパラギン酸)オキシダーゼ(D-glutamate(D-aspartate) oxidase)は、次の化学反応を触媒する酸化還元酵素である。
D-グルタミン酸 + H2O + O2 {\displaystyle \rightleftharpoons } 2-オキソグルタル酸 + NH3 + H2O2
反応式の通り、この酵素の基質はD-グルタミン酸とH2OとO2、生成物は2-オキソグルタル酸とNH3とH2O2である。補因子としてFADを用いる。
組織名はD-glutamate(D-aspartate):oxygen oxidoreductase (deaminating)で、別名にD-glutamic-aspartic oxidase, D-monoaminodicarboxylic acid oxidaseがある。